# Annemarie Kleinert-Ludwig

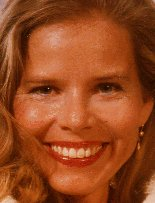
Annemarie Kleinert-Ludwig

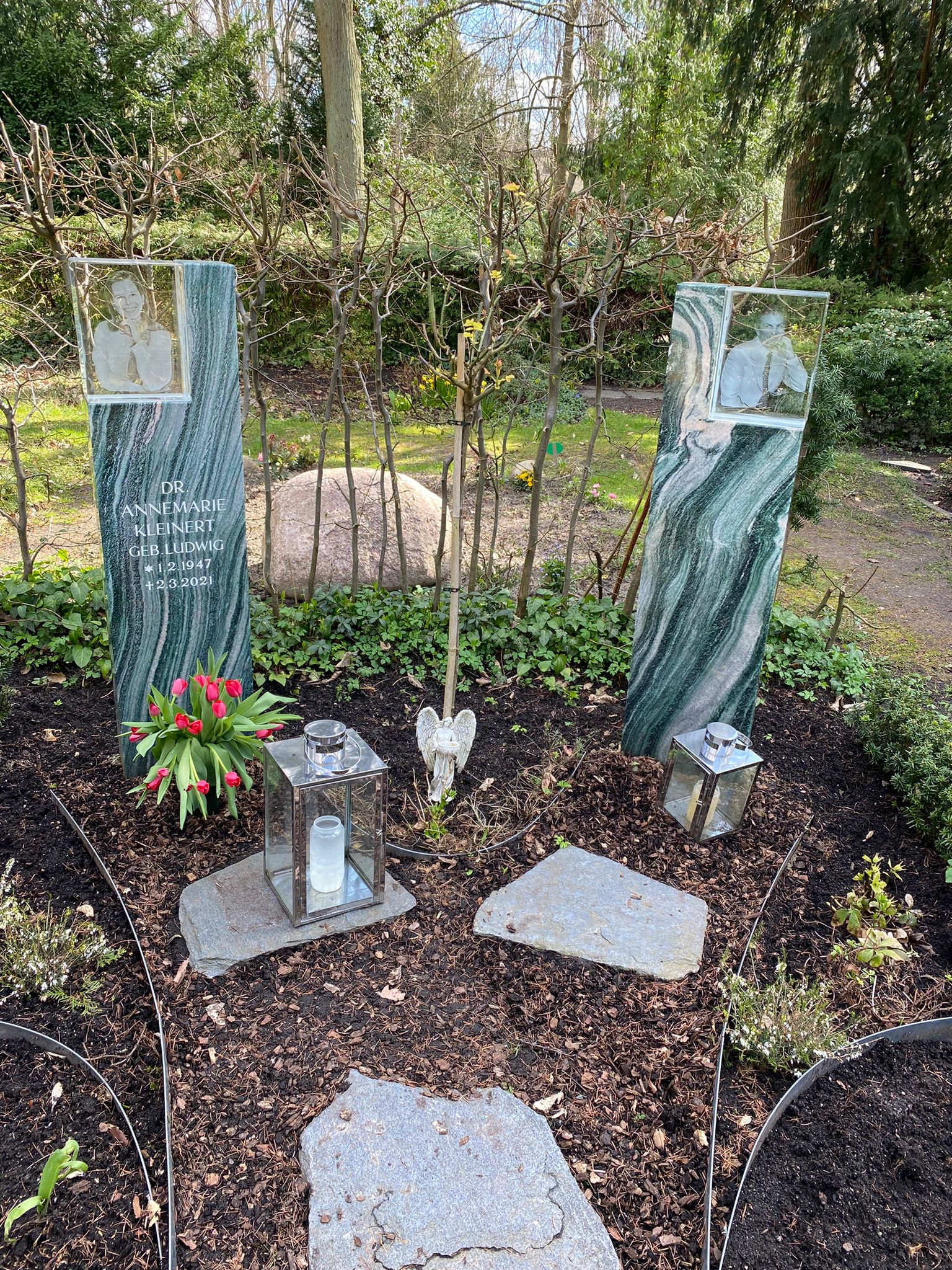
Grabstätte auf dem Friedhof Lichterfelde

Annemarie Kleinert-Ludwig (* 1. Februar 1947 in Geseke; † 2. März 2021) war eine deutsche Kulturhistorikerin, die in Forschung und Lehre an der Freien Universität Berlin, der Universität Hannover und der University of California, San Diego tätig war. Zuletzt arbeitete sie als freie Autorin.
Ihr erstes und drittes Buch handelt von der Geschichte der französischen Frauenzeitschriften im 18. und 19. Jahrhundert. Das zweite Buch ist eine Biographie der Primaballerina Eva Evdokimova, die mit Nurejew und vielen anderen auf den Bühnen in aller Welt Furore machte (gestorben 2009). Kleinert-Ludwig beteiligte sich auch an der fünfbändigen Dokumentation über die Geschichte der Freien Universität. Ein fünftes Buch skizziert die Geschichte der Berliner Philharmoniker seit der Zeit, als Herbert von Karajan Chefdirigent war, bis in die Gegenwart mit Sir Simon Rattle als Künstlerischem Direktor. Das letzte Buch erschien auch auf Englisch und Japanisch. Sie war mit dem Physiker Hagen Kleinert seit 1974 verheiratet und hatte einen Sohn.
In zahlreichen geisteswissenschaftlichen Beiträgen entdeckte sie unter anderem, wie der junge französische Autor Honoré de Balzac seine Karriere begann.
Annemarie Kleinert-Ludwig verstarb im Alter von 74 Jahren und wurde auf dem Berliner Friedhof Lichterfelde (VIIB-WR-108) beigesetzt.

## Werke
- Die frühen Modejournale in Frankreich. E. Schmidt, Berlin 1980 (Studienreihe Romania), ISBN 3-503-01614-7.
- Porträt einer Künstlerin: Eva Evdokimova, Stapp Verlag, Berlin 1981, ISBN 3-87776-704-4.
- Hochschule im Umbruch. Die ungeliebte Reform 1969 bis 1973, Freie Universität Berlin 1990.
- Le Journal des Dames et des Modes ou la Conquête de l’Europe féminine (1797–1839). Thorbecke, Stuttgart 2001, ISBN 3-7995-7440-9.
- Berliner Philharmoniker. Von Karajan bis Rattle. Jaron Verlag, Berlin 2005, ISBN 3-89773-131-2.
- 時間でわかる世界最高のオーケストラベルリン･フィル. Alphabeta Publishing Inc., Tokyo 2007, ISBN 978-4-87198-548-2.
- Music at its Best: The Berlin Philharmonic – From Karajan to Rattle. Books on Demand (2009), ISBN 978-3-8370-6361-5.